# Poederdoos

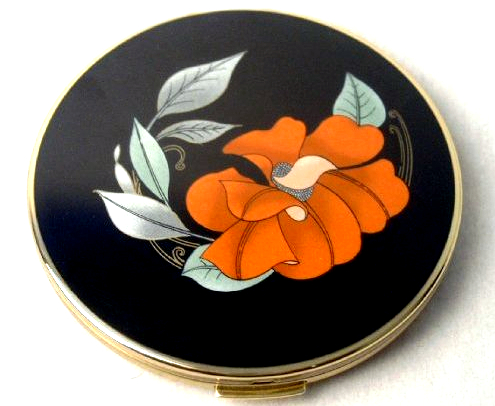
Poederdoos

De poederdoos is een doos waarin cosmetica in de vorm van poeder wordt bewaard.
Na de Eerste Wereldoorlog werd de poederdoos steeds compacter en draagbaarder. De vrouw kreeg meer mogelijkheden buitenshuis en wilde ook onderweg haar make-up bijwerken. 
Het uiterlijk van de poederdoos was belangrijk, de poederdoos en het poederen werden statussymbolen.
Compacte poederdozen werden sterk beïnvloed door de heersende mode, bijvoorbeeld de ontdekking van Toetanchamons graf in 1922 bracht door Egypte geïnspireerde obelisken, sfinxen en piramides voort. Juweliers zoals Van Cleef & Arpels, Tiffany en Cartier begonnen met het produceren van metalen doosjes met de mogelijkheid andere, kleine items, mee te nemen.

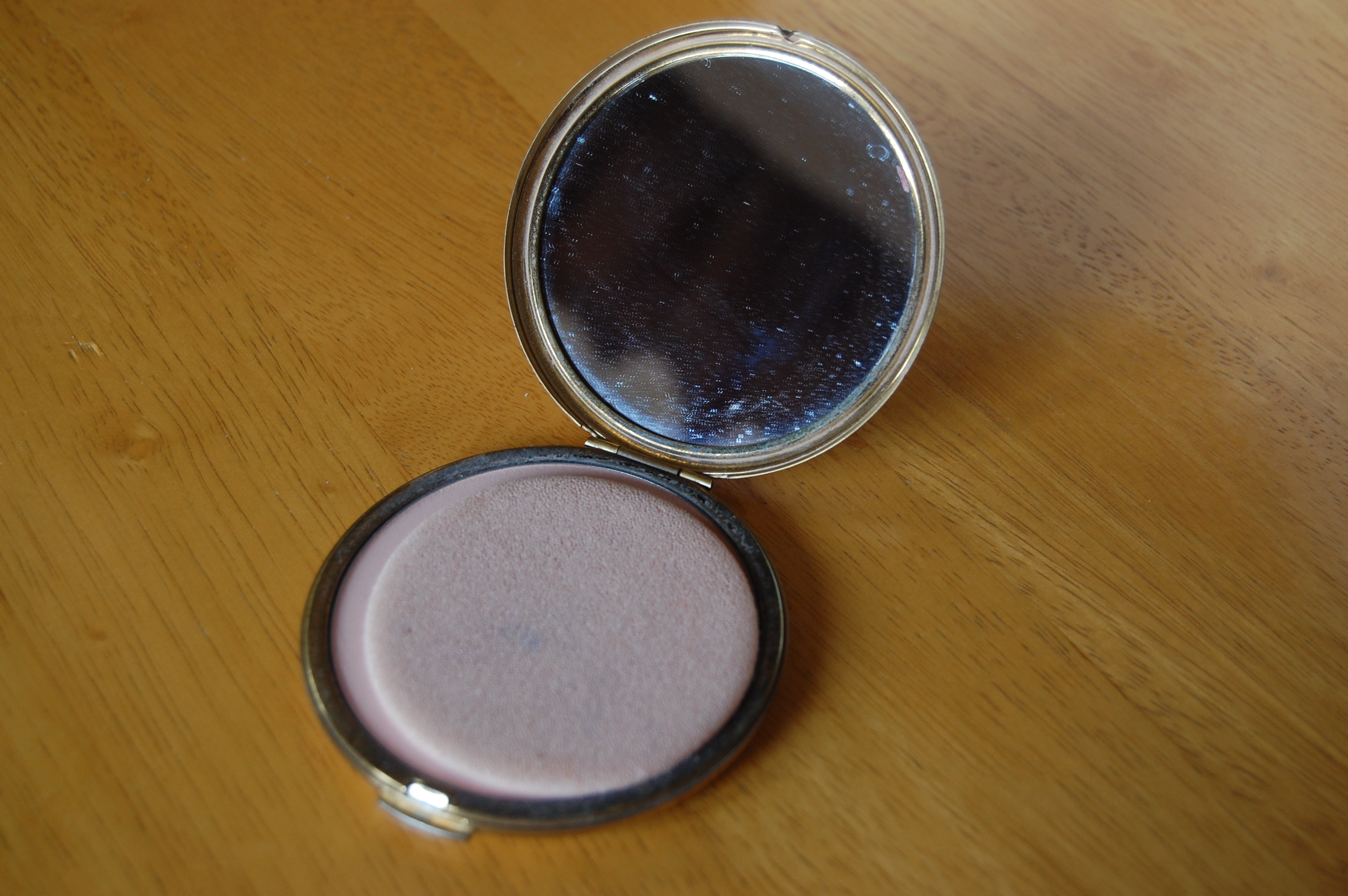

Hoewel poederdozen tot de jaren zestig wijdverbreid in productie bleven, nam hun populariteit af naarmate de cosmetica-industrie meer gebruikmaakte van plastic containers die werden weggegooid zodra het poeder op was.